# Villaverde de Rioja
Villaverde de Rioja település Spanyolországban, La Rioja autonóm közösségben. Villaverde de Rioja Baños de Río Tobía és Badarán községekkel határos. Lakosainak száma 75 fő (2024).

## Népesség
A település népessége az elmúlt években az alábbi módon változott:
| Lakosok száma | 103  | 83   | 80   | 78   | 70   | 68   | 55   | 56   | 55   | 75   |
|               | 2001 | 2004 | 2007 | 2009 | 2012 | 2014 | 2017 | 2019 | 2022 | 2024 |